# Има ли пилота у авиону? 2
Има ли пилота у авиону? 2 (енгл. Airplane II: The Sequel) је америчка сатирична филмска комедија из 1982. године режисера и сценариста Кена Финклмена. У главним улогама су Роберт Хејз, Џули Хагерти, Лојд Бриџиз, Чед Еверет, Вилијам Шатнер, Рип Торн и Сони Боно. Овај филм представља наставак филма Има ли пилота у авиону? из 1980. године. Премијерно је приказан 10. децембра 1982. године.
Тим који је режирао и написао сценарио за претходни филм (Џим Абрахамс, Дејвид Закер и Џери Закер), није учествовао у снимању овог наставка. Парамаунт пикчерс, који се сусрео са сличном ситуацијом као са филмом Бриљантин 2 раније те године, унајмио је Кена Финклмена, који је био сценариста тога филма, да напише сценарио и за овај филм.

## Радња
После изузетно успешног првог дела филма, дивља и необуздана екипа поново је у ваздуху! Овога пута, први путнички спејс-шатл лансиран је према Месецу. Али, због квара на контролном рачунару, спејс-шатл мења правац и почиње кретање ка Сунцу, чиме су угрожени животи свих чланова посаде. А што је најгоре, стјуардесе откривају да су остали без залиха кафе. Године су прошле од када је Тед Страјкер херојски спасао путнике и избегао авионску несрећу. Сада ради као тест пилот у новом лунарном шатлу. Њега одводе у менталну установу након пада лоше конструисаног компјутерски навођеног свемирског брода. Kада сазна да се управо исти такав брод спрема за лет на Месец, бежи и укрцава се да би спречио лет. На броду среће своју бившу љубав Илејн која ради као стјуардеса и верена је за Сајмона, који је члан комитета који жели да Мејфлауер I буде пуштен у лет. У лету компјутер брода, РОK 9000 преузима контролу и убија целу посаду. Опет је на Теду да спаси посаду и преузме контролу над бродом.

## Улоге
| Глумац         | Улога                |
| -------------- | -------------------- |
| Роберт Хејз    | Тед Страјкер         |
| Џули Хагерти   | Илејн Дикинсон       |
| Лојд Бриџиз    | Стив Мекроски        |
| Чед Еверет     | Сајмон Курц          |
| Питер Грејвс   | капетан Кларенс Овер |
| Рип Торн       | Бад Кругер           |
| Сони Боно      | Џо Селучи            |
| Вилијам Шатнер | Бак Мердок           |
| Леон Аскин     | ТВ Водитељ из Москве |